# Sinbad le marin (film)
Pour les articles homonymes, voir Sinbad.
Pour plus de détails, voir Fiche technique et Distribution.

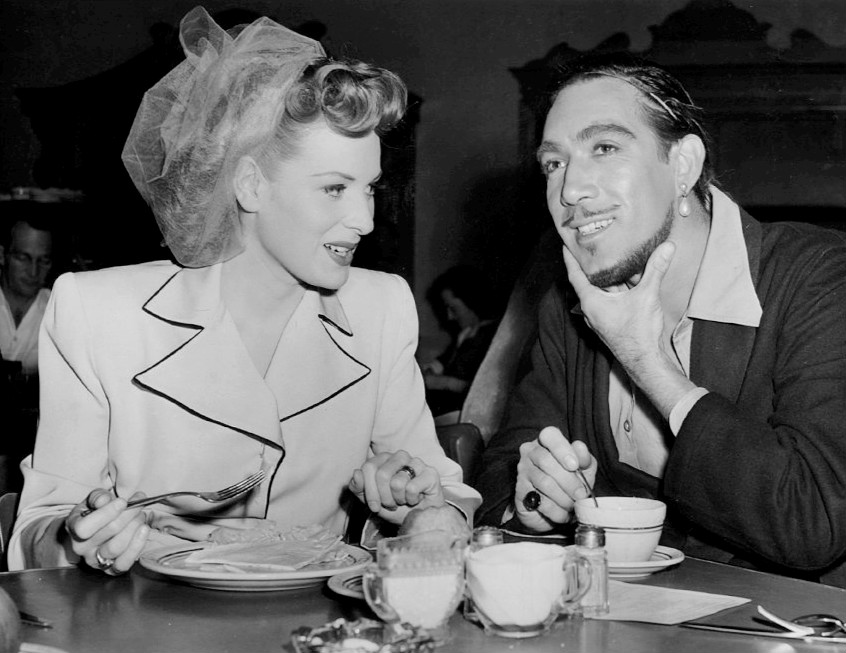
Maureen O'Hara et Anthony Quinn sur le tournage du film.

Sinbad le marin (Sinbad the Sailor) est un film américain réalisé par Richard Wallace et sorti en 1947.

## Synopsis
Dans l'Orient des Mille et une nuits, Sinbad est un célèbre aventurier et fabulateur impénitent. Il conte à une assistance crédule et attentive les périples de son huitième voyage.
Sinbad navigue en compagnie d’Abbu, à la recherche d’une île légendaire où se trouve le fabuleux trésor de Deryabar. En route, il fait la connaissance de nombreux personnages tout aussi désireux que lui de s’emparer de ces richesses. Ainsi, il rencontre et tombe sous le charme de l'envoûtante Shireen qui espère se servir de l'aventurier pour mettre la main sur le fabuleux trésor. Tout comme le cupide émir de Daibul et le fourbe magicien Jamal/Melik. Sinbad sera fait prisonnier avant d’atteindre l’île mais trouvera une complice en la personne de Shireen, tombée amoureuse de lui.
Comme dans ses précédents voyages, Sinbad triomphera de tous ses cruels ennemis et finira dans les bras de son aimée.

## Fiche technique
- Titre : Sinbad le marin
- Titre original : Sinbad the Sailor
- Réalisation : Richard Wallace
- Producteur : Stephen Ames
- Scénario : John Twist d'après une histoire de John Twist et George Worthing Yates
- Société de Production : RKO Radio Pictures Inc.
- Musique : Roy Webb
- Photographie : George Barnes
- Montage : Frank Doyle et Sherman Todd
- Direction artistique : Carroll Clark et Albert S. D'Agostino
- Décors de plateau : Claude E. Carpenter, Darrell Silvera
- Costumes : Dwight Franklin et Edward Stevenson
- Effets spéciaux : Vernon L. Walker et Harold E. Wellman
- Année de production : 1947
- Pays de production :  États-Unis
- Langue originale : anglais
- Format : couleur (Technicolor) – 35 mm – 1,37:1 – mono (RCA Sound System)
- Genre : aventure maritime
- Durée : 116 minutes
- Dates de sortie : 
  - États-Unis : 13 janvier 1947
  - France : 20 mai 1949
- Affiche : Boris Grinsson (France)

## Distribution
- Douglas Fairbanks Jr (VF : Marc Valbel) : Sinbad
- Maureen O'Hara (VF : Marianne Georges) : Shireen
- Anthony Quinn (VF : Roger Till) : Maffi, émir de Daibul
- Walter Slezak (VF : Pierre Asso) : Abdel Melik / Jamal
- George Tobias (VF : Maurice Nasil) : Abbu
- Mike Mazurki (VF : Henri Botta) : Yusuf
- John Miljan (VF : Jean Guillet) : Moga, le traître supprimé par Yusuf
- Brad Dexter (VF : Claude Péran et Gérard Férat) : Muallin (crédité Barry Mitchell)
- Jane Greer (VF : Madeleine Briny) : Pirouze
- Alan Napier (VF : Georges Sellier) : Aga
- Sheldon Leonard (VF : René Marc) : le commissaire-priseur du port de Bassara

Non crédités :
- Cy Kendall (VF : Pierre Morin) : Hassan-Ben-Hassan, le maître du port de Bassara
- Billy Bletcher : le crieur aux enchères
- Charles Stevens : Ruri
- Nick Thompson (VF : Paul Villé) : le mendiant aveugle
- Harry Harvey (VF : Paul Villé) : le crieur public sur le lieu d'exécution
- Glenn Strange (VF : Alfred Argus) : un garde-chiourme sur la galère
- Al Murphy : l'homme de barre
- Norbert Schiller : le chronométreur sur la galère

Ainsi que : 
George Chandler, Louis Jean Heydt, Hugh Prosser, George Lloyd, Paul Guilfoyle, Max Wagner, Wade Crosby, Ben Welden, Charles Soldani, Mikandor Dooraff, Joe Garcio, Chuck Hamilton, Phil Warren, Jamiel Hasson, Bill Shannon, Dave Kashner, Eddie Abdo, Charles Stevens, Gordon Clark, Jean Lind, Mary Bradley, Norma Creiger, Vonne Lester, Lida Durova, Dolores Castelli, Milly Reauclaire, Teri Toy, Joan Webster, Leslie Charles, Norma Brown, Ann Cameron
Voix françaises complémentaires :
- Alfred Argus : un marchand de Bassora
- Jean Guillet : l'officier de la garde sur le lieu d'exécution
- Gérard Férat : l'officier confisquant la bagala / le garde emportant Shireen

## DVD
Le film a connu deux sorties en DVD chez les éditions Montparnasse :
- le 4 octobre 2000 en étant distribué par MGM Home Entertainment (Film au format 1:33.1 plein écran en français 1.0 sans sous-titres et sans suppléments) [1].
- le 16 septembre 2003 en étant distribué par Arcadès (Film au format 1:33.1 plein écran en français 1.0 et anglais 1.0 avec sous-titres français et en supplément présentation du film par Serge Bromberg) [2].